# Șoldănești
Șoldănești är en distriktshuvudort i Moldavien. Den ligger i distriktet Șoldănești, i den norra delen av landet vid en flod. Șoldănești ligger 152 meter över havet och antalet invånare är 6 160.
Terrängen runt Șoldănești är huvudsakligen platt, men norrut är den kuperad. Șoldănești ligger nere i en dal. Trakten runt Șoldănești består till största delen av jordbruksmark.